# Alexei Illarionowitsch Kiritschenko

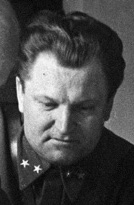
Alexei Illarionowitsch Kiritschenko (1942)

Alexei Illarionowitsch Kiritschenko (russisch: Алексей Илларионович Кириченко; * 25. Februar 1908 in Tschornobajiwka, Gouvernement Cherson, Russisches Kaiserreich; † 28. Dezember 1975 in Moskau, Sowjetunion) war ein sowjetischer und ukrainischer Politiker.

## Biografie

### Aufstieg
Kiritschenko, der Sohn eines Eisenbahners, hatte zunächst die Traktoristenschule besucht, dann als Mechaniker auf Staatsgütern der Ukraine gearbeitet und danach am Asow–Schwarzmeer–Institut Landmaschinentechnik studiert. 1930 wurde er Mitglied der KPdSU. Von 1938 bis 1941 war er im Apparat des ukrainischen Zentralkomitees tätig, stieg auf zum Sekretär des ZK der Ukraine in der Zeit von 1941 bis 1945 und war dann zwischen 1945 und 1949 Erster Sekretär der Partei des Gebiets von Odessa. 1949 bis 1953 war er Zweiter und 1953 bis 1957 Erster Sekretär (also Parteichef) des Zentralkomitees der Ukraine; er löste in dieser Position ex Politbüromitglied Leonid Melnikow ab. Von 1952 bis 1961 war er auch Mitglied des Zentralkomitees der KPdSU.

### Durch Chruschtschow im Zentrum der Macht
Nach Josef Stalins Tod gehörte er zu den bedingungslos Getreuen des neuen Ersten Sekretärs der KPdSU Nikita Chruschtschows. Von 1953 bis 1955 war er deshalb auch Kandidat des Politbüros (damalige Bezeichnung: Präsidium).
Danach stieg er zusammen mit Michail Suslow in das höchste politische Gremium der UdSSR auf, er wurde Vollmitglied im Politbüro der Kommunistischen Partei der Sowjetunion (KPdSU) und zwar in der Zeit vom  12. Juli 1955  bis zum 4. Mai 1960. Zugleich war er vom 19. Dezember 1957 bis zum 4. Mai 1960  Sekretär des Zentralkomitees der Partei.

### In Ungnade
Anfang 1960 fiel er – wie auch Politbüromitglied Beljajew – in Ungnade; er wurde als  Politbüromitglied und Sekretär abgelöst und als Erster Sekretär des ZK des Gebiets von Rostow abgeschoben, um jedoch schon 5 Monate später endgültig verabschiedet zu werden. Es ist unklar, warum die beiden Chruschtschowanhänger  Kiritschenko und Beljajew 1960 aus dem Zentrum der Macht entfernt wurden; der Abstieg Chruschtschows – der 1964 seine Posten verlor – zeichnete sich nunmehr ab.
Glaubt man den Aussagen von Enver Hoxha, so sympathisierte Kiritschenko vermutlich mit der Kommunistischen Partei Chinas (KPCh), jedoch sicher mit der  Partei der Arbeit Albaniens (PAA). Laut Hoxha sagte Kiritschenko zu einem albanischen Diplomaten, es sei „hervorragend, wie eure Partei (die PAA) Chruschtschow entlarvt hat“. Auch sei er gegen die Aussöhnung mit den Jugoslawen gewesen, die er wie die Albaner als Revisionisten ansah. Nimmt man diese Aussagen Hoxhas für wahr, wäre es denkbar, dass ihn Chruschtschow wegen dieser Positionen entfernt hat.